# 学校法人鎌形学園
学校法人鎌形学園（かまがたがくえん）は、千葉県浦安市に本部を置く学校法人。

## 概要
1975年（昭和50年）ごろに東京都内で高校設立を準備した。鎌形剛（かまがた たけし）が創立して初代理事長に就いた。
1979年（昭和54年）に千葉県印旛郡酒々井町に普通科男子高校の東京学館高等学校を開校し、のちに東京学館浦安高等学校、東京学館新潟高等学校、東京学館総合技術高等学校を開校する。
1989年（平成元年）に鎌形剛が他界してからは、鎌形浩史が理事長を継ぐ。
かつて系列高校は公立高校の併願受験校であった。1995年（平成7年）に東京学館高校を男子校から共学へ変更する。また同年に東京学館浦安中学校を新規開校するが、2017年度以降は年毎に在籍者が減少したため募集を停止し、2021年に閉校した。

## 設置校
- 東京学館高等学校（千葉県印旛郡酒々井町）
- 東京学館浦安高等学校（千葉県浦安市） - 学園本部を兼ねる。
- 東京学館船橋高等学校（千葉県船橋市） - 旧：東京学館総合技術高等学校。普通科設置に伴い現校名に変更（2006年（平成18年））。
- 東京学館新潟高等学校（新潟県新潟市中央区）

### 過去の設置校
- 東京学館浦安中学校（千葉県浦安市） - 東京学館浦安高等学校に併設された。

## 著名な出身者
- 横尾要
- 阿部勇樹
- 石井弘寿
- 石井一久
- 相川亮二
- 安藤希
- 佐田真由美
- 工藤阿須加
- 粟飯原龍之介

## 海外交流
海外の私立高校と提携する短期留学や海外修学旅行制度がある。浦安高校の国際教養コースは海外の提携大学へ優先入学制度がある。

## 教育提携
千葉科学大学と教育提携を、東京学館高等学校は2008年7月9日、浦安高等学校は2008年9月、船橋高等学校は2008年10月にそれぞれ締結した。教員と生徒らが授業受け入れ、課外活動、施設利用、指導者派遣などを相互に行う。2009年度入学試験から教育提携校選抜入試で特別措置を甘受できる。